# 29632 Yaejikim
29632 Yaejikim è un asteroide della fascia principale. Scoperto nel 1998, presenta un'orbita caratterizzata da un semiasse maggiore pari a 2,252726 UA e da un'eccentricità di 0,118458, inclinata di 7,608968° rispetto all'eclittica. Ha un periodo di rotazione di 5,29204 ore.